# Khashayar Naderehvandi
Khashayar Naderehvandi, född 12 april 1981, är en svensk författare, poet, litteraturkritiker och doktorand inom ämnet konstnärlig gestaltning på Akademin Valand vid Göteborgs universitet. 
Khashayar Naderehvandi debuterade 2011 med diktsamlingen Om månen alls syntes (Norstedts) och romandebuterade under våren 2013 med Vilar i era outtröttliga händer (Norstedts). Han har tidigare varit verksam som litteraturkritiker på Helsingborgs Dagblad, men skriver sedan 2015 kritik för Kulturnytt på Sveriges Radio P1.
Naderehvandi fick Sveriges Radios Novellpris 2014 för novellen "Förhöret" som utgavs av Novellix året därpå.
Det danska förlaget Virkelig gav 2015 ut diktsamlingen Rosenfingrede daggry, i översättning av Jesper Brygger. Diktsamlingen hade inte tidigare utgivits på svenska. Partier av diktsamlingen finns sedan 2016 på svenska i diktsamlingen Allting glittrar och ingenting tar slut (Norstedts).

## Priser och utmärkelser
- Sveriges Radios Novellpris 2014 för novellen "Förhöret".
- Adlerbertska konststipendiet 2016.[6]
- Albert Bonniers Stipendiefond för svenska författare 2016.[7]
- Västra Götalandsregionens kulturstipendium 2017.[8]